# Petronius Maximus

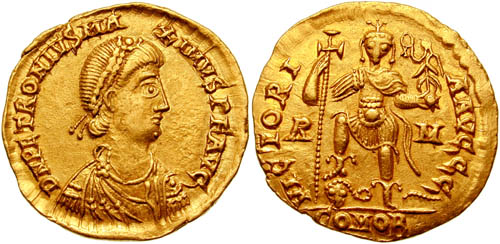
Solidus des Petronius Maximus.

Flavius (Iulius) Petronius Maximus (* 396; † 31. Mai 455) war vom 17. März 455 bis zu seinem Tod weströmischer Kaiser.

## Leben
Petronius Maximus entstammte der stadtrömischen Aristokratie und war möglicherweise mit der alten und wohlhabenden senatorischen Familie der Anicier verwandt. Er selbst war jedenfalls sehr vermögend, bekleidete zweimal die Stadtpräfektur von Rom (420/421 und in einem unbekannten Jahr zwischen 421 und 439) und amtierte zweimal als Prätorianerpräfekt für Italien. In dieser Funktion war er wichtigster Zivilbeamter des weströmischen Kaisers und Mitglied von dessen Staatsrat, dem consistorium. Zudem war er zweimal (433 und 443) Konsul – eine höchst seltene Ehre – und erhielt den hohen Ehrentitel patricius. 
Er regierte vom 17. März bis 31. Mai 455 als weströmischer Kaiser und war Nachfolger des letzten Mitglieds der theodosianischen Dynastie, Valentinian III. Laut Prokopios von Caesarea und Johannes von Antiochia, deren Berichte vermutlich auf Priskos zurückgehen, war er sowohl in dessen Ermordung (am 16. März 455) als auch zuvor in die des einflussreichen magister militum Aëtius (September 454) verstrickt. Ob diese Vorwürfe zutreffen, kann kaum entschieden werden. Es spricht aber wenig für eine Verwicklung in die Ermordung des Aëtius durch Valentinian, während es als wahrscheinlich gelten kann, dass Petronius vom Anschlag auf Valentinian III. zumindest wusste. Hierfür spricht, dass die Mörder des Kaisers dessen Insignien sofort zu Petronius brachten, der mit ihnen öffentlich Freundschaft schloss. Offensichtlich galt er als treuer Parteigänger des toten Aëtius, während dessen Dominanz er höchste Ämter bekleidet hatte, weil die beiden Mörder ja dessen Gefolgsleute waren. Gut vorstellbar ist, dass er als altadliger und hochangesehener Senator den Anhängern des ermordeten Reichsfeldherrn als Galionsfigur für ihr eigenes Regime dienen sollte, um die Autorität des Kaisertums äußerlich zu erhalten (so Börm 2018).
Zwar versuchte Valentinians Witwe Eudoxia vergeblich, den loyalen Gardekommandeur Majorian zum neuen Kaiser ausrufen zu lassen, doch setzte sich stattdessen die Parteiung des Petronius durch. Dieser zwang nun Eudoxia zur Ehe mit ihm. Ihre Tochter Eudocia vermählte er mit seinem zum Caesar (Unterkaiser) ernannten Sohn Palladius. Da Valentinian III. bei der stadtrömischen Bevölkerung sehr beliebt gewesen war, gelang es Petronius aber offensichtlich nicht, die Unterstützung der Bevölkerung zu gewinnen. Eudocia war zudem bereits mit dem Sohn des Vandalenkönigs Geiserich verlobt gewesen; ihre Heirat mit Palladius diente diesem als Vorwand für einen Angriff auf Italien. Die Quellen berichten überdies, die Kaiserfrauen hätten die Vandalen gegen Petronius Maximus zu Hilfe gerufen.
Maximus, der nur ein schwacher Kaiser war, da es ihm als Zivilisten an militärischen Erfolgen und einer Gefolgschaft im Heer mangelte, konnte sich nicht durchsetzen. Er verdankte den Thron dem Machtvakuum, das nach dem Tod von Aëtius und Valentinian entstanden war, das er zu seinen Gunsten nutzen konnte, und war bestrebt, sich durch ein Bündnis mit den Westgoten abzusichern. Gut zwei Monate nach seinem Herrschaftsantritt versuchte er, nach der überraschenden Landung der vandalischen Flotte unter Geiserich aus Rom zu fliehen und wurde dabei (wahrscheinlich von der aufgebrachten Bevölkerung) am 31. Mai 455 getötet; laut Jordanes wurde er von einem römischen Legionär namens Ursus erschlagen. Sidonius Apollinaris deutet an, Maximus sei von einem Burgunder verraten worden, ohne aber Details zu nennen. Die Leiche des Kaisers wurde in den Tiber geworfen, während das Schicksal seines Sohnes unbekannt ist. (Es spricht allerdings alles dafür, dass auch Palladius den Tod fand.)
Tage nach seinem Tod kam es zur zweiten Plünderung Roms durch die Vandalen, die vom 2. bis 16. Juni 455 dauerte und 45 Jahre nach der ersten durch Alarich (vom 24. bis 26. Juli 410) stattfand (siehe Völkerwanderung). Zudem begann mit seiner Herrschaft eine Periode nur noch kurzfristig regierender Kaiser, die der schwierigen äußeren wie inneren Lage im westlichen Teil des Römischen Reiches nicht mehr Herr werden konnten: In dieser Zeit besaß der Reichsfeldherr oder Heermeister mit dem Titel comes et magister utriusque militiae et patricius in der Regel faktisch mehr Macht als die Kaiser und setzte diese teils nach Gutdünken ein und wieder ab (siehe Magister militum und besonders Ricimer).